# Myopterus whitleyi
Myopterus whitleyi é uma espécie de morcego da família Molossidae. Pode ser encontrada em Gana, Nigéria, Camarões, Gabão, República Democrática do Congo, República Centro-africana e Uganda.